# Podpis elektroniczny (prawo)
Podpis elektroniczny – w szerokim znaczeniu zbiór środków technicznych, organizacyjnych oraz prawnych, które zapewniają autentyczność oraz skutki prawne dokumentów elektronicznych. Od strony technicznej podpis elektroniczny jest realizowany za pomocą mechanizmów podpisu cyfrowego.

## Unia Europejska
Pojęcie podpisu elektronicznego zostało w UE wprowadzone uchyloną Dyrektywą o Wspólnotowej Infrastrukturze Podpisów Elektronicznych (1999/93/EC). Wyróżniała ona trzy rodzaje podpisu elektronicznego o stopniowo rosnącym poziomie wiarygodności:
- Podpis elektroniczny – czyli deklaracja tożsamości autora, złożona w postaci elektronicznej pod dokumentem, na przykład imię i nazwisko, faksymile podpisu itd.
- Zaawansowany podpis elektroniczny – czyli podpis, który dzięki zastosowaniu odpowiednich środków technicznych jest jednoznacznie związany z dokumentem oraz autorem i trudny do sfałszowania. Do kategorii tej można zaliczyć większość powszechnie stosowanych systemów podpisu cyfrowego (PGP, S/MIME(inne języki)).
- Kwalifikowany podpis elektroniczny – szczególna forma podpisu zaawansowanego, która spełnia szczególne wymagania techniczne i organizacyjne. W praktyce oznacza to konieczność korzystania z certyfikatu kwalifikowanego wystawionego przez kwalifikowany urząd certyfikacji oraz klucza prywatnego przechowywanego na karcie kryptograficznej.

Od 1 lipca 2016 r. Dyrektywa 1999/93/WE została zastąpiona Rozporządzeniem Parlamentu Europejskiego i Rady w sprawie identyfikacji elektronicznej i usług zaufania w odniesieniu do transakcji elektronicznych na rynku wewnętrznym (eIDAS). Nowa regulacja wprowadza jednolite w całej Unii Europejskiej podejście do świadczenia usług zaufania, których zadaniem jest zapewnienie bezpieczeństwa transakcji elektronicznych realizowanych w Internecie. Rozporządzenie wprowadza także powszechnie rozpoznawalne mechanizmy identyfikacji elektronicznej (eID), umożliwiające jednoznaczną weryfikację tożsamości użytkowników usług online. Oprócz podpisów elektronicznych i znakowania czasem wprowadza także pieczęci elektroniczne, doręczenia elektroniczne, zabezpieczenia stron WWW oraz usługi walidacji i konserwacji pieczęci i podpisów elektronicznych. Definicje podpisu elektronicznego i kwalifikowanego podpisu elektronicznego zawarte w Rozporządzeniu eIDAS obowiązuje bezpośrednio na terytorium Polski.

## Prawo polskie
Pojęcie podpisu elektronicznego wprowadzone zostało w uchylonej z dniem 7 października 2016 r. ustawie z dnia 18 września 2001 r. o podpisie elektronicznym (Dz.U. z 2013 r. poz. 262, z późn. zm). Zgodnie z art. 3 pkt. 1 tej ustawy podpis elektroniczny stanowiły dane w postaci elektronicznej, które wraz z innymi danymi, do których zostały dołączone lub z którymi są logicznie powiązane, służą do identyfikacji osoby składającej podpis elektroniczny. Od 7 października 2016 obowiązuje ustawa z 5 września 2016 r. o usługach zaufania oraz identyfikacji elektronicznej (Dz.U. z 2024 r. poz. 1725). Podmioty upoważnione do wystawiania i odnawiania e-podpisów są wpisane do rejestru dostawców usług zaufania Ministerstwa Cyfryzacji prowadzonego przez Narodowe Centrum Certyfikacji.
Dokument opatrzony podpisem elektronicznym może być – przy spełnieniu dodatkowych przesłanek – równoważny pod względem skutków prawnych dokumentowi opatrzonemu podpisem własnoręcznym. Do 7 października 2016 r. podpis elektroniczny mógł być uznany za równoważny podpisowi własnoręcznemu, jeśli spełniał warunki umożliwiające uznanie go za podpis elektroniczny bezpieczny. Zgodnie z poprzednio obowiązującą ustawą bezpieczny podpis elektroniczny to podpis elektroniczny, który:
- jest przyporządkowany wyłącznie do osoby składającej ten podpis,
- jest sporządzany za pomocą podlegających wyłącznej kontroli osoby składającej podpis elektroniczny bezpiecznych urządzeń służących do składania podpisu elektronicznego i danych służących do składania podpisu elektronicznego,
- jest powiązany z danymi, do których został dołączony, w taki sposób, że jakakolwiek późniejsza zmiana tych danych jest rozpoznawalna.

Aktualnie obowiązujące przepisy wskazanego Rozporządzenia w art. 25 ust. 1 stanowią, że podpisowi elektronicznemu nie można odmówić skutku prawnego ani dopuszczalności jako dowodu w postępowaniu sądowym wyłącznie z tego powodu, że podpis ten ma postać elektroniczną lub że nie spełnia wymogów dla kwalifikowanych podpisów elektronicznych. Art. 25 ust. 2 z kolei stwierdza, że kwalifikowany podpis elektroniczny ma skutek prawny równoważny podpisowi własnoręcznemu. Co więcej warto nadmienić, że kwalifikowany podpis elektroniczny oparty na kwalifikowanym certyfikacie wydanym w jednym państwie członkowskim jest uznawany za kwalifikowany podpis elektroniczny we wszystkich pozostałych państwach członkowskich.
Skutki prawne związane ze złożeniem oświadczenia woli w formie elektronicznej opatrzonego kwalifikowanym podpisie elektronicznym określa art. 781 § 2 kodeksu cywilnego. Zgodnie z tym przepisem oświadczenie woli złożone w formie elektronicznej jest równoważne z oświadczeniem woli złożonym w formie pisemnej.
Odmienne kwestia ta przedstawia się w zakresie przepisów obowiązujących w postępowaniu karnym czy postępowaniu w sprawach o wykroczenia. SN 23 marca 2009 r. przyjął, że nie wywołuje skutku procesowego w postaci wniesienia środka odwoławczego oświadczenie procesowe strony przesłane w formie dokumentu elektronicznego, ponieważ zarówno w procedurze wykroczeniowej, jak i w procedurze karnej taka forma czynności procesowej nie jest przewidziana. Orzeczenie to mimo zmiany stanu prawnego nie straciło na aktualności.